# العلاقات الجيبوتية الغانية
العلاقات الجيبوتية الغانية هي العلاقات الثنائية التي تجمع بين جيبوتي وغانا.

## مقارنة بين البلدين
هذه مقارنة عامة ومرجعية للدولتين:
| وجه المقارنة                                              | جيبوتي                    | غانا         |
| --------------------------------------------------------- | ------------------------- | ------------ |
| المساحة (كم2)                                             | 23.20 ألف                 | 238.53 ألف   |
| عدد السكان (نسمة)                                         | 956.99 ألف                | 26.91 مليون  |
| الكثافة السكانية (ن./كم²)                                 | 41.25                     | 112.82       |
| العاصمة                                                   | جيبوتي                    | أكرا         |
| اللغة الرسمية                                             | لغة فرنسية، اللغة العربية | لغة إنجليزية |
| العملة                                                    | فرنك جيبوتي               | سيدي غاني    |
| الناتج المحلي الإجمالي (بليون دولار)                      | 1.84 مليار                | 47.33 مليار  |
| الناتج المحلي الإجمالي (تعادل القوة الشرائية) بليون دولار | 3.10 مليار                | 115.41 مليار |
| الناتج المحلي الإجمالي الاسمي للفرد دولار أمريكي          | 1.95 ألف                  | 1.37 ألف     |
| الناتج المحلي الإجمالي للفرد دولار أمريكي                 | 3.27 ألف                  | 4.08 ألف     |
| مؤشر التنمية البشرية                                      | 0.470                     | 0.579        |
| رمز المكالمات الدولي                                      | +253                      | +233         |
| رمز الإنترنت                                              | .dj                       | .gh          |
| المنطقة الزمنية                                           | ت ع م+03:00               | 00           |

## منظمات دولية مشتركة
يشترك البلدان في عضوية مجموعة من المنظمات الدولية، منها:
| علم المنظمة | اسم المنظمة                                                | تاريخ انضمام جيبوتي | تاريخ انضمام غانا |
| ----------- | ---------------------------------------------------------- | ------------------- | ----------------- |
|             | مؤسسة التنمية الدولية                                      | 1 أكتوبر 1980       | 29 ديسمبر 1960    |
|             | يونسكو                                                     | 31 أغسطس 1989       | 11 أبريل 1958     |
|             | وكالة ضمان الاستثمار متعدد الأطراف                         | 12 يناير 2007       | 29 أبريل 1988     |
|             | الأمم المتحدة                                              | 20 سبتمبر 1977      | 8 مارس 1957       |
|             | العملية المشتركة للاتحاد الأفريقي والأمم المتحدة في دارفور | ?                   | ?                 |
|             | مجموعة دول أفريقيا والكاريبي والمحيط الهادئ                | ?                   | ?                 |
|             | الاتحاد البريدي العالمي                                    | ?                   | ?                 |
|             | البنك الدولي للإنشاء والتعمير                              | 1 أكتوبر 1980       | 20 سبتمبر 1957    |
|             | الاتحاد الدولي للاتصالات                                   | 22 نوفمبر 1977      | 17 مايو 1957      |
|             | منظمة حظر الأسلحة الكيميائية                               | ?                   | ?                 |
|             | مؤسسة التمويل الدولية                                      | 1 أكتوبر 1980       | 3 أبريل 1958      |
|             | منظمة التجارة العالمية                                     | ?                   | ?                 |
|             | منظمة الشرطة الجنائية الدولية                              | ?                   | ?                 |
|             | الاتحاد الأفريقي                                           | ?                   | ?                 |
|             | البنك الإفريقي للتنمية                                     | ?                   | ?                 |

## وصلات خارجية
- موقع وزارة الخارجية الغانية